# Université technique de Nagaoka
L'Université technique de Nagaoka (長岡技術科学大学, Nagaoka Gijutsu Kagaku Daigaku, couramment abrégée en Gidai, 技大) est une université nationale japonaise, située à Nagaoka dans la préfecture de Niigata.

## Composantes
L'université est structurée en faculté de 1er cycle (学部, gakubu), qui a la charge des étudiants de 1er cycle universitaire, et en faculté de cycles supérieurs (研究科, kenkyūka), qui a la charge des étudiants de 2e et 3e cycle universitaire.

### Facultés de1ercycle
L'université compte 1 faculté de 1er cycle (学部, gakubu).
- Faculté d'ingénierie

### Facultés de cycles supérieur
L'université compte 1 faculté de cycles supérieurs (研究科, kenkyūka).
- Faculté d'ingénierie